# Hôtel de ville de Mons
L'hôtel de ville de Mons est un immeuble public situé  dans la ville de Mons, en province de Hainaut (Belgique). Classé comme monument le 30 mars 1936, il figure depuis 2009 sur la liste du patrimoine exceptionnel de la Région wallonne.

## Localisation
Il est situé sur la Grand-Place de Mons, au no 22. Cette place comprend de nombreux autres immeubles classés.

## Historique
Dès le début de son organisation communale, Mons possède un hôtel de ville appelé « Maison de la Paix ». Auparavant, les échevins siégeaient au château des comtes de Hainaut, dont il ne reste que l'enceinte, la conciergerie, la chapelle Saint-Calixte et quelques salles souterraines. Cet endroit est maintenant le « Parc du Château », où se trouve le beffroi.
Au XIIIe siècle déjà, des comptes mentionnent une « Maison de la Paix » située rue de Nimy. D'autres documents contemporains laissent supposer qu'il existe alors deux édifices du même nom, le plus ancien six rue de Nimy, l'autre donnant sur le Marché. En 1323, le comte Guillaume Ier accorde l'autorisation de bâtir une « Maison de la Paix » sur l'emplacement de l'actuel Hôtel de Ville. On parle alors d'une « Maison de Ville » ; sa base est construite en pierres et briques  et sa superstructure en bois. Ce bâtiment subit différentes modifications au cours du XVe siècle. En 1477, le magasin à poudre situé dans l'arsenal voisin explose. Deux ans plus tard, on fait appel  à l'architecte Mathieu de Layens pour restaurer l'Hôtel de Ville. Le bâtiment sea remanié et agrandi jusqu'au XVIIIe siècle.
En mai-juin 1671 a lieu, dans la « Salle rouge », le procès de Marguerite Tiste pour sorcellerie, qui entraînera sa condamnation au bûcher.

## Description

### La façade principale
La façade visible de la Grand-Place est symétrique et compte dix travées et deux niveaux construits dans le style gothique brabançon. La partie centrale du rez-de-chaussée est percée par un grand portail permettant de se rendre dans la cour d'honneur. Ce portail est surmonté d'un balcon en fer forgé de style Louis XVI. Les hautes baies du rez-de-chaussée et du premier étage, similaires, forment chacune un arc brisé. La toiture possède quatre lucarnes. Le campanile de style Renaissance fut ajouté au XVIIIe siècle. Il contient une cloche datant de 1390, la Bancloque, et porte une horloge à cadran donnant sur la Grand-Place ainsi qu'une horloge lumineuse.

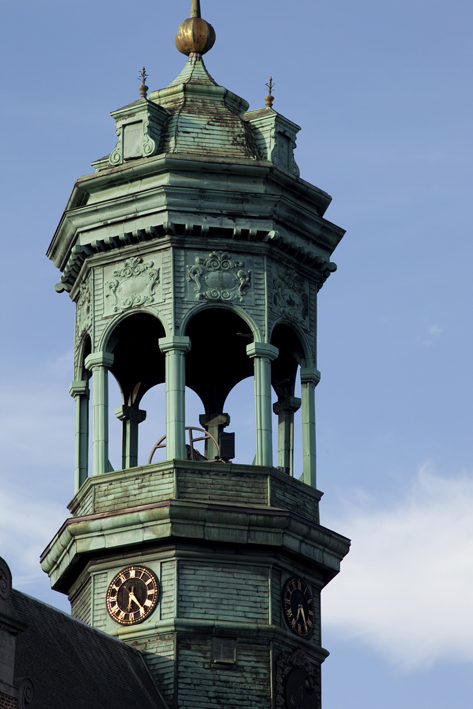
Le campanile

### Le singe du grand'garde
À gauche du portail d'entrée se trouve une petite statue en fer forgé représentant un singe. Elle remonte à plusieurs siècles. Son origine repose sur trois hypothèses : le chef-d'œuvre d'un forgeron ayant voulu affirmer la maîtrise de son art ; un pilori pour enfants turbulents ; l'enseigne d'une taverne qui se trouvait dans les caves de l'Hôtel de Ville, L'estaminet de la Grand place.
La statue fut déclarée porte-bonheur par la jeunesse montoise en 1930. De nos jours, la tradition veut que celui qui passe devant le singe lui caresse la tête de la main gauche pour obtenir la réalisation d'un vœu. On observe que la tête de la statue n'a pas la même couleur que le reste du corps et qu'elle semble usée.

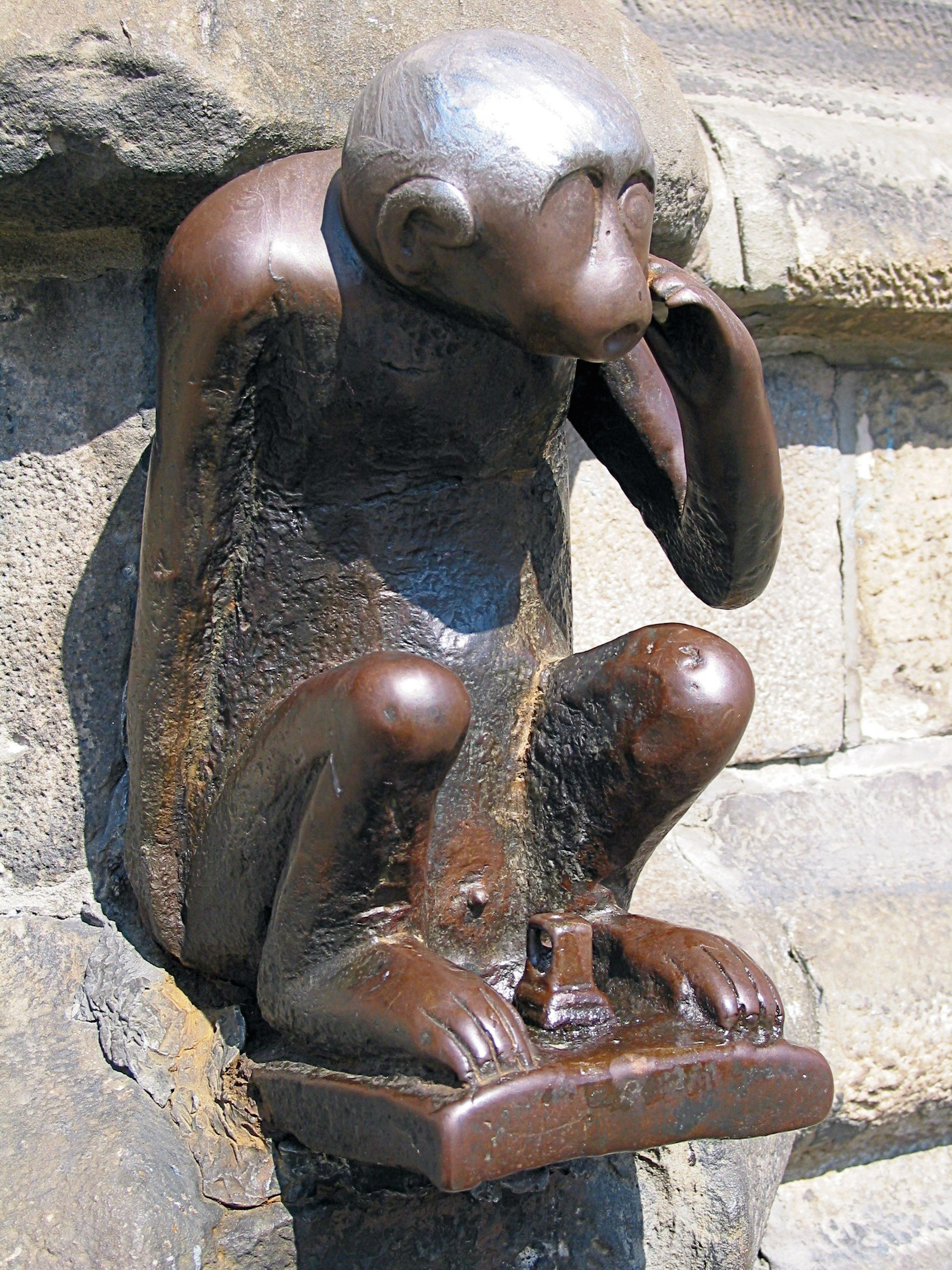
Le singe du grand'garde

### La cour d'honneur
La façade arrière possède une tourelle à pans coupés. Dans la cour d'honneur, on aperçoit à droite un bâtiment gothique du XVIe siècle et, à gauche, l'arrière de la nef de la chapelle Saint-Georges.